# Mk 38 Bushmaster
Марк 38 Бушмастер (англ. Mk 38 Bushmaster) — корабельна артилерійська установка, автоматична гармата калібру 25 мм. Розроблена у США, на основі армійської гармати M242 Bushmaster.